# Festival de Cinema Fantástico de Avoriaz
O Festival de Cinema Fantástico de Avoriaz foi um festival de cinema francês dedicado aos filmes de fantasia, ficção-científica e terror.

## Histórico
Tendo como sede a cidade de Avoriaz, na França, teve sua primeira edição realizada em 1973 com prêmios em apenas quatro categorias sendo que a primeira película a ganhar o grande prêmio de melhor filme foi Encurralado, digido por Steven Spielberg e Michel Piccoli foi o primeiro a ganhar o prêmio de melhor ator. Ao longo dos anos outras categorias foram acrescentadas, dentre estas a de Melhor Filme em Vídeo em 1983. O festival se encerrou em 1993.

## Premiações

### Grande Prêmio (melhor filme)
- 1973: Encurralado - Steven Spielberg
- 1974: No Mundo de 2020 - Richard Fleischer
- 1975: O Fantasma do Paraíso - Brian De Palma
- 1976: não disponível
- 1977: Carrie, a Estranha - Brian De Palma
- 1978: Full Circle - Richard Loncraine
- 1979: Patrick - Richard Franklin
- 1980: Um Século em 43 Minutos - Nicholas Meyer
- 1981: O Homem Elefante - David Lynch
- 1982: Mad Max 2: A Caçada Continua - George Miller
- 1983: O Cristal Encantado - Jim Henson, Frank Oz
- 1984: O elevador sem destino - Dick Maas
- 1985: O Exterminado do Futuro - James Cameron
- 1986: Sonho Fatal - Alan J. Pakula
- 1987: Veludo Azul - David Lynch
- 1988: The Hidden - Jack Sholder
- 1989: Gêmeos - Mórbida Semelhança - David Cronenberg
- 1990: Histórias de Terror - Tibor Takács
- 1991: Tales from the Darkside: The Movie - John Harrison
- 1992: Ucieczka z kina 'Wolnosc' - Wojciech Marczewski
- 1993: Fome Animal - Peter Jackson

### Segundo Prêmio
- 1973: Vtackovia, siroty a blazni - Juraj Jakubisko
- 1974: Hex - Leo Garen
- 1975 a 1993: não disponível

### Prêmio Especial do Júri
- 1973: Themroc - Claude Faraldo
- 1974: El topo - Alejandro Jodorowsky
- 1975: It's Alive - Larry Cohen
- 1976: The Bed Sitting Room - Richad Lester; O Programa Final - Robert Fuest
- 1977: God Told Me To - Larry Cohen
- 1978: The Last Wave - Peter Weir
- 1979: Phantasm - Don Coscarelli
- 1980: Mad Max - George Miller; Mensageiro da Morte - Fred Walton
- 1981: Resurrection - Daniel Petrie
- 1982: Lobos - Michael Wadleigh
- 1983: Le dernier combat - Luc Besson
- 1984: The 4th man - Paul Verhoeven
- 1985: O Quarto Escuro - James Dearden / A Companhia dos Lobos - Neil Jordan
- 1986: Link - Richard Franklin
- 1987: S & M - A TV Pirata - Maurice Phillips / A Mosca - David Cronenberg
- 1988: Sien nui yau wan - Siu-Tung Ching
- 1989 a 1990: não disponível
- 1991: Nightbreed - Clive Barker / Wings of Fame - Otakar Votocek
- 1992: As Criaturas Atrás das Paredes - Wes Craven
- 1993: Dr. Giggles - Manny Coto

### Melhor Curta Metragem Francês
- 1973 a 1993: não disponível

### Melhor Filme em Vídeo
- 1973 a 1993: não disponível

### Medalha de Ouro
- 1973 a 1981: não disponível
- 1982: Le voyage d'hiver - Fred de Fooko (curta metragem)
- 1983 a 1993: não disponível

### Melhor Ator
- 1973: Michel Piccoli (Themroc)
- 1974 a 1993: não disponível

### Melhor Atriz
- 1973 a 1982: não disponível
- 1983: Barbara Hershey (A Entidade)
- 1984 a 1991: não disponível
- 1992: Juliet Stevenson (Um Romance de Outro Mundo)
- 1993: Virginia Madsen (O Mistério de Candyman)

### Melhor Música
- 1973 a 1992: não disponível
- 1993: O Mistério de Candyman - Philip Glass

### Melhores Efeitos Especiais
- 1973 a 1989: não disponível
- 1990: Leviathan
- 1991: Hardware
- 1992 a 1993: não disponível

### Menção Especial
- 1973 a 1976: não disponível
- 1977: Carrie, a Estranha - Brian De Palma
- 1978: não disponível
- 1979: The Night, the Prowler - Jim Sharman
- 1980 a 1984: não disponível
- 1985: A Hora do Pesadelo - Heather Langenkamp
- 1986: Re-Animator - Stuart Gordon
- 1988: Os Olhos da Cidade São Meus - Josep M. Civit
- 1989: Baxter - Jérôme Boivin
- 1990 a 1993: não disponível

### Prêmio Sessão do Medo
- 1973 a 1983: não disponível
- 1986: Murderock - uccide a passo di danza - Lucio Fulci
- 1987: O Pássaro Sangrento - Michele Soavi
- 1988: Hellraiser - Renascido do Inferno - Clive Barker
- 1989: Waxwork - Anthony Hickox
- 1990 a 1993: não disponível

### Prêmio de Suspense
- 1973 a 1983: não disponível
- 1983: Le démon dans l'île - Francis Leroi
- 1984: A Hora da Zona Morta
- 1985 a 1993: não disponível

### Prêmio de Terror
- 1973 a 1980: não disponível
- 1981: Night School - Ken Hughes
- 1982 a 1993: não disponível

### Prêmio C.S.T.
- 1973 a 1985: não disponível
- 1986: Inimigo Meu - Wolfgang Petersen
- 1987: Schmutz - Paulus Manker
- 1988: Robocop - O Policial do Futuro - Paul Verhoeven
- 1989: Gêmeos - Mórbida Semelhança - David Cronenberg
- 1990 a 1993: não disponível

### Prêmio por Excelência
- 1973 a 1987: não disponível
- 1988: Robocop - O Policial do Futuro - Paul Verhoeven
- 1989 a 1993: não disponível

### Prêmio Dario Argento
- 1973 a 1985: não disponível
- 1986: Fright Night
- 1987 a 1993: não disponível

### Prêmio do Público
- 1973 a 1976: não disponível
- 1977: As Incríveis Peripécias do Ônibus Atômico - James Frawley
- 1978 a 1984: não disponível
- 1985: Amores Eletrônicos - Steve Barron
- 1986 a 1988: não disponível
- 1989: Sabirni centar - Goran Markovic
- 1990: Pet Sematary - Mary Lambert
- 1991: Alucinações do Passado - Adrian Lyne
- 1992: Programado Para Esquecer - Avi Nesher
- 1993: O Mistério de Candyman - Bernard Rose

### Prêmio da Crítica
- 1973 a 1974: não disponível
- 1975: A Trama - Alan J. Pakula
- 1976: O Massacre da Serra Elétrica - Tobe Hooper
- 1977: ¿Quién puede matar a un niño? - Narciso Ibáñez Serrador
- 1978: L'ange et la femme - Gilles Carle
- 1979: Halloween - A Noite do Terror - John Carpenter
- 1980: A Bruma Assassina - John Carpenter
- 1981: Em Algum Lugar do Passado - Jeannot Szwarc; Grito de Horror - Joe Dante
- 1982: Litan - Jean-Pierre Mocky
- 1983: não disponível
- 1984: A Hora da Zona Morta - David Cronenberg
- 1986: A Casa do Espanto - Steve Miner
- 1987: S & M - A TV Pirata - Maurice Phillips
- 1988: Prince of Darkness - John Carpenter
- 1989: Sabirni centar - Goran Markovic
- 1990: não disponível
- 1991: Alucinações do Passado - Adrian Lyne / Wings of Fame - Otakar Votocek
- 1992: Um Romance de Outro Mundo - Anthony Minghella
- 1993: não disponível

### Prêmio Antennae II
- 1973 a 1977: não disponível
- 1978: Eraserhead - David Lynch
- 1979: Os Invasores de Corpos - Philip Kaufman; Um Longo Fim de Semana - Colin Eggleston
- 1980: Um Século em 43 Minutos - Nicholas Meyer
- 1981 a 1982: não disponível
- 1983: O Príncipe Guerreiro - Don Coscarelli
- 1984: A Hora da Zona Morta - David Cronenberg
- 1985: Amores Eletrônicos - Steve Barron
- 1986: Inimigo Meu  - Wolfgang Petersen
- 1989: Instinto Fatal (1988) - George A. Romero
- 1990 a 1993: não disponível